# Паліані Шалва Камуйович
Паліані Шалва Камуйович (груз. შალვა ფალიანი, 5 квітня 1976, Самегрело-Земо-Сванеті, Грузинська РСР) — грузинський і турецький боксер, відомий також як Селім Паліані (тур. Selim Palyani), призер чемпіонату Європи серед аматорів.

## Аматорська кар'єра
Шалва Паліані займався боксом під керівництвом заслуженого тренера Грузії Олексія Джапарідзе, причому ходив на тренування разом з братами Зурабом і Рамазом, які теж стали досить успішними боксерами.
Наприкінці 1990-х років переїхав разом зі старшим братом Зурабом до Туреччини і в подальшому виступав під ім'ям Селім Паліані.
1999 року увійшов до складу збірної Туреччини, за яку вже виступав старший брат Рамазан. На чемпіонаті світу 1999 в категорії до 63,5 кг програв у першому бою В'ячеславу Сенченко (Україна).
На чемпіонаті Європи 2000 в категорії до 60 кг завоював бронзову медаль.
- В 1/8 фіналу переміг Мартіна Халаса (Чехія) — 5-0
- У чвертьфіналі переміг Жан-Франка Фарасмана (Франція) — 8-3
- У півфіналі програв Олександру Малетіну (Росія) — 5-10

На Олімпійських іграх 2000 переміг Абделя Жебахі (Франція) — 14-5 і пройшов без бою Девіда Джексона (США), а у чвертьфіналі знов програв Олександру Малетіну (Росія) — RSC.
На чемпіонаті світу 2001 у першому бою втретє програв Олександру Малетіну (Росія).

## Професіональна кар'єра
2002 року дебютував у США на професійному рингу. Провів чотири переможних боя, але через проблеми зі здоров'ям завершив виступи.